# Galle

Sri Lanka: situación de Galle en el sudoeste de la isla.

Galle (காலி en idioma tamil) es una ciudad situada en el sudoeste de Sri Lanka, a unos 120 km de Colombo. Se cree que la actual ciudad de Galle era el puerto de la antigua Tharsis, al cual el rey hebreo Salomón enviaba a buscar el marfil y los pavos reales que indica la Biblia. La ciudad de Galle fue conocida como Cale (entonces Ibn Battuta en el siglo XIV se refería a ella como Qali) antes de la llegada de los  portugueses en el siglo XVI, cuando era el principal puerto de la isla de Ceilán. Galle tuvo su apogeo en el siglo XVIII, antes de la llegada de los británicos, que potenciaron el desarrollo de Colombo.
Fue declarada como Patrimonio de la Humanidad por la Unesco en el año 1988.
La ciudad resultó muy afectada por el terremoto del océano Índico de 2004.